# Neochelonia honei
Neochelonia honei är en fjärilsart som beskrevs av Bang-haas 1932. Neochelonia honei ingår i släktet Neochelonia och familjen björnspinnare. Inga underarter finns listade i Catalogue of Life.